# Mistrovství Evropy v ledním hokeji 1932
17. mistrovství Evropy v ledním hokeji se konalo od 14. do 20. března v Berlíně v Německu. Jednalo se o poslední samostatný turnaj mistrovství Evropy v ledním hokeji, který byl odehrán odděleně od mistrovství světa. Turnaje se zúčastnilo devět reprezentačních celků, které byly na začátku rozděleny do tří skupin. O titul se posléze bojovalo ve finálové skupině. Získali ho švédští hokejisté.

## Průběh
Turnaj původně měla hostit Praha, ale 18. ledna 1932 se Československý svaz kanadského hokeje pořadatelství vzdal pro problémy s dostavbou stadiónu na Štvanici. Mistrovství se rozhodlo uspořádat Německo, jehož hokejisté se zároveň stali jedinými hráči, kteří se zúčastnili v tomto roce olympijského turnaje i mistrovství Evropy.
Původně měly z každé základní skupiny postoupit do finálové skupiny dva týmy, ovšem situace se zamotala kvůli velmi vyrovnané I. skupině. Všechna tři utkání v ní skončila remízou. Aby se turnaj nemusel protahovat, souběžně konaný kongres LIHG rozhodl o tom, že všechny tři týmy postoupí do finálové skupiny a budou v ní doplněny již pouze vítězi dvou zbývajících skupin. Zklamání tak dolehlo především na Francouze a Brity.
Českoslovenští hokejisté měli ve své skupině štěstí, když po remíze s Francouzi porazili výrazným rozdílem Lotyše. Ve finálové skupině ovšem českoslovenští hráči již skórovali pouze v jednom zápase, což nestačilo na zisk byť jediného bodu. Tým trpěl absencí střelce Malečka, který se zranil při soustředění před turnajem na lyžích. Během mistrovství Evropy se dále vážně zranili zkušení Pušbauer a Dorasil.
Němcům, Švýcarům a Rakušanům byly započítány jejich výsledky ze skupiny A, čili měli ve finálové skupině více času na odpočinek. Přesto se ze zisku titulu radovali Švédové, kteří po hladkém postupu z C skupiny v té finálové sice také dvakrát remizovali, ale podařilo se jim porazit domácí tým, což rozhodlo.

## Výsledky a tabulky skupin

### Skupina A
|    |           | AUT | SUI | GER | V | R | P | Skóre | B |
| 1. | Rakousko  | *** | 2:2 | 1:1 | 0 | 2 | 0 | 3:3   | 2 |
| 1. | Švýcarsko | 2:2 | *** | 1:1 | 0 | 2 | 0 | 3:3   | 2 |
| 1. | Německo   | 1:1 | 1:1 | *** | 0 | 2 | 0 | 2:2   | 2 |

- Pro rovnost bodů a skóre postoupily všechny týmy.

 Německo –  Švýcarsko	1:1 (1:0, 0:1, 0:0)
14. března 1932 (20:15) – Berlín (Sportpalast)

Branka a nahrávka Německa: 5. Rudolf Ball (Werner Korff, Gustav Jaenecke).

Branka a nahrávka Švýcarska: 23. Conrad Torriani (Richard Torriani).

Rozhodčí: Jaroslav Řezáč (TCH)
Německo: Walter Leinweber – Erich Römer, Martin Schröttle – Gustav Jaenecke, Rudolf Ball, Werner Korff – Georg Strobl, Bernhard Scheublein, Erich Herker.
Švýcarsko: Emil Eberle – Ernst Hug, Emil Meerkämpfer – Heinrich Meng, Ferdinand Cattini, Albert Geromini – Richard Torriani, Conrad Torriani, Anton Morosani.
 Švýcarsko –  Rakousko 2:2 (0:1, 1:1, 1:0)
15. března 1932 (20:15) – Berlín (Sportpalast)

Branky a nahrávky Švýcarska: 1:1 Albert Geromini (Richard Torriani), 2:2 Ferdinand Cattini (Richard Torriani).

Branky a nahrávky Rakouska: 0:1 Hans Tatzer, 0:2 Josef Göbel (Hans Trauttenberg).

Rozhodčí: Paul Loicq (BEL)
Švýcarsko: Emil Eberle – Ernst Hug, Emil Meerkämpfer – Richard Torriani, Ferdinand Cattini, Conrad Torriani – Albert Geromini, Heinrich Meng, Anton Morosani.
Rakousko: Karl Ördögh – Hans Trauttenberg, Jacques Ditrichstein – Fritz Demmer, Hans Ertl, Walter Sell – Karl Kirchberger, Josef Göbel, Hans Tatzer.
 Německo –  Rakousko	1:1 (0:0, 1:0, 0:1)
16. března 1932 (20:15) – Berlín (Sportpalast)

Branka Německa: 1:0 Georg Strobl.

Branka a nahrávka Rakouska: 1:1 Fritz Demmer (Hans Ertl, Hans Tatzer).

Rozhodčí: Paul Loicq (BEL)
Německo: Gerhard Ball – Erich Römer, Martin Schröttle - Gustav Jaenecke, Rudolf Ball, Werner Korff – Georg Strobl, Bernhard Scheublein, Erich Herker.
Rakousko: Karl Ördögh – Hans Trauttenberg, Jacques Ditrichstein – Fritz Demmer, Josef Göbel, Hans Tatzer - Herbert Brück, Hans Ertl, Walter Sell.

### Skupina B
|    |          | TCH | FRA | LAT | V | R | P | Skóre | B |
| 1. | ČSR      | *** | 1:1 | 7:0 | 1 | 1 | 0 | 8:1   | 3 |
| 2. | Francie  | 1:1 | *** | 1:0 | 1 | 1 | 0 | 2:1   | 3 |
| 3. | Lotyšsko | 0:7 | 0:1 | *** | 0 | 0 | 2 | 0:8   | 0 |

 Československo –  Francie	1:1 (0:0, 0:0, 1:1)
14. března 1932 (21:30) – Berlín (Sportpalast)

Branka a nahrávka Československa: 31. Alois Cetkovský (Wolfgang Dorasil).

Branka Francie: 43. Charles Munz.

Rozhodčí: Paul Loicq (BEL)

Rozhodčí: 1:0
ČSR: Jan Peka – Jaroslav Pušbauer, Zbislav Peters – Wolfgang Dorasil, Karel Hromádka, Jiří Tožička – Tomáš Švihovec, Alois Cetkovský, Jan Michálek.
Francie: Philippe Leféburre – Bossoney, Edgar Murphy – Albert Hassler, Léonhard Quaglia, Charles Munz – Marcel Couvert, Raoul Couvert, Jean-Pierre Hagenauer.
 Československo –  Lotyšsko	7:0 (3:0, 2:0, 2:0)
15. března 1932 (21:30) – Berlín (Sportpalast)

Branky a nahrávky Československa: 1:0 2. Tomáš Švihovec, 2:0  Alois Cetkovský, 3:0 15. Wolfgang Dorasil (Jan Michálek), 4:0 22. Jan Michálek, 5:0 23. Alois Cetkovský, 6:0 31. Wolfgang Dorasil (Jan Michálek), 7:0 42. Jiří Tožička.

Rozhodčí: Max Holsboer (SUI)

Rozhodčí: 1:1
ČSR: Jan Peka – Jaroslav Pušbauer, Zbislav Peters – Wolfgang Dorasil, Karel Hromádka, Jiří Tožička – Tomáš Švihovec, Alois Cetkovský, Jan Michálek.
Lotyšsko: Herberts Kušķis – Johans Skadiņš, Ādolfs Petrovskis – Indriķis Reinbahs, Arvīds Jurgens, Leonīds Vedējs – Jūlijs Lindenbergs, Valentīns Volframs, Ēriks Pētersons.
 Francie –  Lotyšsko	1:0 (1:0, 0:0, 0:0)
16. března 1932 (21:30) – Berlín (Sportpalast)

Branka Francie: Charles Munz.

Rozhodčí: Walter Sachs (GER)
Lotyšsko: Herberts Kušķis – Johans Skadiņš, Ādolfs Petrovskis – Indriķis Reinbahs, Arvīds Jurgens, Leonīds Vedējs – Jūlijs Lindenbergs, Valentīns Volframs, Ēriks Pētersons.
Francie: Jacques Morrison - Bosseney, Edgar Murphy - Albert Hassler, Léonhard Quaglia, Charles Munz – Marcel Couvert, Raoul Couvert, Jean-Pierre Hagenauer.

### Skupina C
|    |                | SWE | GBR | ROM | V | R | P | Skóre | B |
| 1. | Švédsko        | *** | 4:1 | 4:0 | 2 | 0 | 0 | 8:1   | 4 |
| 2. | Velká Británie | 1:4 | *** | 1:0 | 1 | 0 | 1 | 2:4   | 2 |
| 3. | Rumunsko       | 0:4 | 0:1 | *** | 0 | 0 | 2 | 0:5   | 0 |

 Velká Británie –  Rumunsko 	1:0 (0:0, 1:0, 0:0)
14. března 1932 (18:00) – Berlín (Sportpalast)

Branka Velké Británie: Peter Fair.

Rozhodčí: Alfred Steinke (GER)
Velká Británie: Vic Gardner – Harry Mayes, Bob Rogers – Peter Fair, Gerry Davey, Peter Churchill – Keith Thomson, Joe Coole.
Rumunsko: Mircea Ratiu – Nicu Polizu, Serban Grant – Paul Anastasiu, Constantin Cantacuzino, Alexandru Botez –  Constantin Tico, Alfred Eisenbeisser, Pfann.
 Švédsko –  Velká Británie  4:1 (0:0, 3:1, 1:0)
15. března 1932 (18:00) – Berlín (Sportpalast)

Branky Švédska: 18. Sigge Öberg, 25. Gustaf Johansson, 27. Karl-Erik Fürst, 39. Gustaf Johansson.

Branka Velké Británie: 26. Gerry Davey.

Rozhodčí: André Poplimont (BEL)
Švédsko: Herman Carlson – Carl Abrahamsson, Erik Lindgren – Gustaf Johansson, John Nilsson, Karl-Erik Fürst – Bertil Lundell, Sigge Öberg, Erik Larsson.
Velká Británie: Vic Gardner – Harry Mayes, Bob Rogers – Peter Fair, Gerry Davey, Peter Churchill – Keith Thomson, Joe Coole.
 Švédsko –  Rumunsko 	4:0 (2:0, 1:0, 1:0)
16. března 1932 (16:00) – Berlín (Sportpalast)

Branky Švédska: Sigge Öberg, Gustaf Johansson, Karl-Erik Fürst, John Nilsson.

Rozhodčí: André Poplimont (BEL)
Švédsko: Herman Carlson – Carl Abrahamsson, Erik Lindgren – Gustaf Johansson, John Nilsson, Karl-Erik Fürst – Bertil Lundell, Sigge Öberg, Erik Larsson.
Rumunsko: Mircea Ratiu – Nicu Polizu, Serban Grant - Paul Anastasiu, Constantin Cantacuzino, Alexandru Botez - Constantin Tico, Alfred Eisenbeisser, Pfann.

### Finále
|    |           | SWE | AUT  | SUI  | GER  | TCH | V | R | P | Skóre | B |
| 1. | Švédsko   | *** | 0:0  | 1:1  | 1:0  | 2:0 | 2 | 2 | 0 | 4:1   | 6 |
| 2. | Rakousko  | 0:0 | ***  | 2:2* | 1:1* | 3:0 | 1 | 3 | 0 | 6:3   | 5 |
| 3. | Švýcarsko | 1:1 | 2:2* | ***  | 1:1* | 3:2 | 1 | 3 | 0 | 7:6   | 5 |
| 4. | Německo   | 0:1 | 1:1* | 1:1* | ***  | 1:0 | 1 | 2 | 1 | 3:3   | 4 |
| 5. | ČSR       | 0:2 | 0:3  | 2:3  | 0:1  | *** | 0 | 0 | 4 | 2:9   | 0 |

S hvězdičkou = zápasy započítané ze skupiny A.
 Švédsko –  Švýcarsko 1:1 (1:1, 0:0, 0:0)
17. března 1932 (16:00) – Berlín (Sportpalast)

Branka Švédska: 6. Karl-Erik Fürst.

Branka a nahrávka Rakouska: 11. Richard Torriani (Ferdinand Cattini).

Rozhodčí: Paul Loicq (BEL)
Švédsko: Herman Carlson – Carl Abrahamsson, Erik Lindgren – Gustaf Johansson, John Nilsson, Karl-Erik Fürst – Bertil Lundell, Sigge Öberg, Erik Larsson.
Švýcarsko: Emil Eberle – Emil Meerkämpfer, Ernst Hug - Anton Morosani, Conrad Torriani, Richard Torriani – Albert Geromini, Ferdinand Cattini, Heinrich Meng.
 Rakousko –  Československo 	3:0 (2:0, 1:0, 0:0)
17. března 1932 (16:15) – Berlín (Sportpalast)

Branky a nahrávky Rakouska: 13. Herbert Brück (Hans Trautenberg, Walter Sell), 15. Walter Sell (Herbert Brück), 21. Karl Kirchberger.

Rozhodčí: Paul Loicq (BEL)

Vyloučení: 1:0
ČSR: Jan Peka – Jaroslav Pušbauer, Zbislav Peters – Jiří Tožička, Tomáš Švihovec, Karel Hromádka - Alois Cetkovský, Wolfgang Dorasil, Jan Michálek.
Rakousko: Karl Ördögh – Josef Göbel, Hans Trautenberg – Hans Erlt, Hans Tatzer, Fritz Demmer – Walter Sell, Herbert Brück, Karl Kirchberger.
 Švédsko –  Rakousko	0:0
18. března 1932 (16:00) – Berlín (Sportpalast)

Rozhodčí: André Poplimont (BEL
Švédsko: Herman Carlson – Carl Abrahamsson, Erik Lindgren – Gustaf Johansson, John Nilsson, Karl-Erik Fürst – Bertil Lundell, Sigge Öberg, Erik Larsson.
Rakousko: Karl Ördögh – Josef Göbel, Hans Trautenberg – Hans Erlt, Hans Tatzer, Fritz Demmer – Walter Sell, Herbert Brück, Karl Kirchberger.
 Československo –  Německo 	0:1 (0:0, 0:0, 0:1)
18. března 1932 (20:15) – Berlín (Sportpalast)

Branka a nahrávka Německa: 36. Georg Strobl (Rudolf Ball).

Rozhodčí: Paul Loicq (BEL)

Vyloučení: 1:1
ČSR: Jan Peka – Jaroslav Pušbauer, Zbislav Peters – Jiří Tožička, Tomáš Švihovec, Karel Hromádka - Alois Cetkovský, Adolf Ehrenhaft, Jan Michálek.
Německo: Gerhard Ball – Martin Schröttle, Joachim Albrecht von Bethmann-Hollweg – Rudolf Ball, Gustav Jaenecke, Werner Korff – Erich Herker, Georg Strobl, Bernhard Scheublein.
 Švédsko –  Československo 	2:0 (1:0, 1:0, 0:0)
19. března 1932 (20:15) – Berlín (Sportpalast)

Branky a nahrávky Švédska: 3. Gustaf Johansson, 28. Sigge Öberg (Gustaf Johansson).

Rozhodčí: André Poplimont (BEL)

Vyloučení: 1:0
ČSR: Jan Peka – Zbislav Peters, Jaroslav Pušbauer – Jiří Tožička, Tomáš Švihovec, Karel Hromádka - Alois Cetkovský, Adolf Ehrenhaft, Jan Michálek.
Švédsko: Herman Carlson – Carl Abrahamsson, Erik Lindgren – Bertil Lundell, Gustaf Johansson, Karl-Erik Fürst – Sigge Öberg, Wilhelm Petersen, Erik Persson.
  Československo -  Švýcarsko 2:3 (0:1, 1:2, 1:0)
20. března 1932 (16:00) – Berlín (Sportpalast)

Branky a nahrávky Československa: 22. Tomáš Švihovec (Karel Hromádka), 42. Jiří Tožička (Karel Hromádka).

Branky a nahrávky Švýcarska: 13. Ferdinand Cattini, 27. Ferdinand Cattini, 30. Ferdinand Cattini (Richard Torriani).

Rozhodčí: Walter Sachs (GER)

Vyloučení: 0:0
Švýcarsko: Emil Eberle – Emil Meerkämpfer, Ernst Hug - Anton Morosani, Conrad Torriani, Richard Torriani – Albert Geromini, Ferdinand Cattini, Heinrich Meng.
ČSR: Jan Peka – Jaroslav Pušbauer, Zbislav Peters – Karel Hromádka, Jiří Tožička, Tomáš Švihovec - Alois Cetkovský, Jan Michálek.
 Německo –  Švédsko	0:1 (0:0, 0:0, 0:1)
20. března 1932 (20:15) – Berlín (Sportpalast)

Branka a nahrávka Švédska: 42. Gustaf Johansson (Bertil Lundell).

Rozhodčí: André Poplimont (BEL)
Německo: Gerhard Ball – Erich Römer, Martin Schröttle - Georg Strobl, Bernhard Scheublein, Erich Herker - Gustav Jaenecke, Werner Korf.
Švédsko: Herman Carlson – Carl Abrahamsson, Erik Lindgren – Bertil Lundell, Gustaf Johansson, John Nilsson – Karl-Erik Fürst, Wilhelm Petersén, Erik Larsson.

### Soutěž útěchy
|    |                | FRA | GBR | LAT | ROM | V | R | P | Skóre | B |
| 6. | Francie        | *** | 3:3 | 1:0 | 5:0 | 2 | 1 | 0 | 9:3   | 5 |
| 7. | Velká Británie | 3:3 | *** | 5:2 | 1:0 | 2 | 1 | 0 | 9:5   | 5 |
| 8. | Lotyšsko       | 0:1 | 2:5 | *** | 3:0 | 1 | 0 | 2 | 5:6   | 2 |
| 9. | Rumunsko       | 0:5 | 0:1 | 0:3 | *** | 0 | 0 | 3 | 0:9   | 0 |

S hvězdičkou = zápasy započítany ze skupin B a C.
 Lotyšsko –  Rumunsko 3:0 (0:0, 2:0, 1:0)
17. března 1932 (21:30) – Berlín (Sportpalast)

Branky Lotyšska: 1:0 Ēriks Petersons, 2:0 Arvīds Jurgens, 3:0 Ēriks Petersons.

Rozhodčí: Alfred Steinke (GER)
Lotyšsko: Herberts Kušķis – Johans Skadiņš, Ādolfs Petrovskis – Indriķis Reinbahs, Arvīds Jurgens, Leonīds Vedējs – Jūlijs Lindenbergs, Andrejs Jessens, Ēriks Pētersons.
Rumunsko: Mircea Rațiu - Nicu Polizu, Șerban Grant - Paul Anastasiu, Constantin Cantacuzino, Alexandru Botez - Pfann, Alfred Eisenbeisser, Constantin Tico. 
 Francie –  Velká Británie 	3:3 (0:1, 2:1, 1:1)
18. března 1932 (21:30) – Berlín (Sportpalast)

Branky a nahrávky Francie: 1:1 Léonhard Quaglia, 2:1 Edgar Murphy, 3:3 Léonhard Quaglia (Charles Munz).

Branky a nahrávky Velké Británie: 0:1 Gerry Davey, 2:2 Gerry Davey, 2:3 Gerry Davey (Ralph Couldrey).

Rozhodčí: André Poplimont (BEL)
Francie: lippe Leféburre – Bossoney, Edgar Murphy – Léonhard Quaglia, Charles Munz, Albert Hassler - Marcel Couvert, Raoul Couvert, Jean-Pierre Hagnauer.
Velká Británie: Vic Gardner – Harry Mayes, Bob Rogers – Peter Fair, Gerry Davey, Peter Churchill - Keith Thompson, Henry Cooke, Ralph Couldrey.
 Velká Británie –  Lotyšsko 5:2 (1:0, 3:1, 1:1)
19. března 1932 (16:00) – Berlín (Sportpalast)

Branky Velké Británie: 1:0 Peter Fair, 2:1, 3:1, 4:1 a 5:1 Gerry Davey.

Branky Lotyšska: 1:1 Indriķis Reinbahs, 5:2 Johans Skadiņš.

Rozhodčí: Walter Sachs (GER)
Velká Británie: Vic Gardner – Harry Mayes, Bob Rogers – Peter Fair, Gerry Davey, Peter Churchill - Keith Thompson, Henry Cooke, Ralph Couldrey.
Lotyšsko: Herberts Kušķis – Johans Skadiņš, Ādolfs Petrovskis – Indriķis Reinbahs, Arvīds Jurgens, Leonīds Vedējs – Jūlijs Lindenbergs, Valentīns Volframs, Ēriks Pētersons.
 Francie –  Rumunsko 5:0 (0:0, 3:0, 2:0)
19. března 1932 (21:30) – Berlín (Sportpalast)

Branky a nahrávky Francie: Charles Munz 2, Albert Hassler 2, Léonhard Quaglia.

Rozhodčí: Walter Brück (AUT)
Francie: Jacques Morisson - Bossoney, Edgar Murphy – Léonhard Quaglia, Charles Munz, Albert Hassler - Marcel Couvert, Raoul Couvert, Jean-Pierre Hagnauer.
Rumunsko: Mircea Rațiu (Dumitru Danielopol, vystřídal po třetím inkasovaném gólu) - Nicu Polizu, Șerban Grant - Paul Anastasiu, Constantin Cantacuzino, Alexandru Botez - Pfann, Alfred Eisenbeisser, Constantin Tico. 

## Soupisky
1.  Švédsko

Brankář: Herman Carlson, Gösta Karlsson.

Obránci: Carl Abrahamsson, Erik Lindgren.

Útočníci: Sigge Öberg, Gustaf Johansson, Karl-Erik Fürst, Bertil Lundell, Erik Larsson, John Nilsson, Erik Persson, Wilhelm Petersén.
2.  Rakousko

Brankáři: Otto Amenth, Karl Ördögh.

Obránci: Jacques Ditrichstein, Josef Göbel, Hans Trauttenberg.

Útočníci: Fritz Demmer, Reinhold Egger, Hans Ertl, Karl Kirchberger, Walter Sell, Kurt Stuchly, Herbert Brück, Hans Tatzer.
3.  Švýcarsko

Brankář: Emil Eberle.

Obránci: Albert Geromini, Emil Meerkämpfer, Ernst Hug.

Útočníci: Ferdinand Cattini, Heinrich Meng, Anton Morosani, Conrad Torriani, Richard Torriani.
4.  Německo

Brankáři: Walter Leinweber, Gerhard Ball.

Obránci: Alfred Heinrich, Martin Schröttle, Erich Römer.

Útočníci: Werner Korff, Gustav Jaenecke, Rudolf Ball, Erich Herker, Bernhard Scheublein, Georg Strobl, Alfred Heinrich, Erich Römer, Joachim Albrecht von Bethmann-Hollweg.
5.  Československo

Brankáři: Jan Peka, Vojtěch Šimek.

Obránci: Jaroslav Pušbauer, Wolfgang Dorasil, Jan Michálek.

Útočníci: Jiří Tožička, Tomáš Švihovec, Karel Hromádka, Alois Cetkovský, Adolf Ehrenhaft, Zbislav Peters.
6.  Velká Británie

Brankář: Vic Gardner.

Obránci: Bob Rogers, Harry Mayes.

Útočníci: Peter Fair, Gerry Davey, Peter Churchill, Keith Thomson, Joe Coole, Henry Cooke, Ralph Couldrey.
7.  Francie

Brankář: Philippe Lefebure, Jacques Morisson.

Obránci: André Bosson, Edgar Murphy.

Útočníci: Albert Hassler, Léonhard Quaglia, Charles Munz, Jean-Pierre Hagnauer, Jacques Lacarriére, Michel Dellesalle, Raoul-Robert Couvert, Marcial Couvert.
8.  Lotyšsko

Brankáři: Herberts Kušķis, Pēteris Skuja.

Obránci: Johans Skadiņš, Ādolfs Petrovskis.

Útočníci: Indriķis Reinbahs, Leonīds Vedējs, Andrejs Jessens, Arvīds Jurgens, Herberts Keslers, Jūlijs Lindenbergs, Ādolfs Petrovskis, Valentīns Volframs.
9.  Rumunsko

Brankáři: Mircea Ratiu, Dumitru Danielopol.

Obránci: Nicu Polizu, Serban Grant.

Útočníci: Paul Anastasiu, Constantin Cantacuzino, Constantin Tico, Pfann, Alexandru Botez, Alfred Eisenbeisser.